# Gesuiwerde Nasionale Party
De Gesuiwerde Nasionale Party (Nederlands: Gezuiverde Nationale Partij) was een Zuid-Afrikaanse politieke partij (1934-1939) die streefde naar apartheid en het doorbreken van de macht van de Engelstaligen.
In 1934 fuseerden de Suid-Afrikaanse Party van generaal Jan Smuts en de Nasionale Party van premier James Barry Hertzog tot de Verenigde Suid-Afrikaanse Party. Een aantal parlementariërs van de Nasionale Party onder leiding van dr. Daniel François Malan gingen niet mee met de fusie en stichtten de Gesuiwerde Nasionale Party (GNP), een "gezuiverde" vorm (dus ontdaan van Afrikanernationalisten die samen wilden werken met de Engelstaligen) van de Nasionale Party. De partij kwam onder leiding te staan van dr. Malan. Een ander belangrijk parlementslid was Johannes Strijdom, tot dan toe secretaris van de Nasionale Party in Transvaal.
De GNP streefde naar de beperking van de invloed van de Engelstaligen en de emancipatie van arme Afrikaners. In 1939 verzette de partij zich tegen eventuele Zuid-Afrikaanse deelname aan de oorlog aan Britse zijde en streefde een strikte neutraliteitspolitiek na. Toen het kabinet-Hertzog in september 1939 viel over het oorlogsvraagstuk en de pro-Britse Smuts Hertzog als premier opvolgde stapten de aanhangers van neutraliteitspolitiek binnen de Verenigde Party onder leiding van Hertzog uit de VP en sloten en stichtten de Volksparty. Onder hen waren ook 37 parlementariërs die tot de VP hadden behoord. In 1940 fuseerden de GNP en de Volksparty tot Herenigde Nasionale Party.